# Psychotria thomsonii
Psychotria thomsonii är en måreväxtart som beskrevs av Joseph Dalton Hooker. Psychotria thomsonii ingår i släktet Psychotria och familjen måreväxter. Inga underarter finns listade i Catalogue of Life.